# Agino Selo (Banja Luka)
Agino Selo (szerbül: Агино Село), település Banja Luka községben, Bosznia-Hercegovinában, Bosanska krajina területén, a Szerb Köztársaságban.

## Fekvése
Bosznia-Hercegovina északi részén, Banja Luka központjától légvonalban 23, közúton 36 km-re délre, az Orbásztól keletre, a Čemernica-hegység lábánál és nyugati lejtőin, 220-1100 méteres magasságban fekszik.

## Népessége
| Nemzetiségi csoport | Népesség 1991 | Népesség 2013 |
| ------------------- | ------------- | ------------- |
| Szerb               | 1077          | 449           |
| Bosnyák             | 2             | 0             |
| Horvát              | 2             | 4             |
| Jugoszláv           | 5             | 0             |
| Egyéb               | 20            | 0             |
| Összesen            | 1106          | 453           |

## Története
A falut egykor Agićinek hívták, mely nevet a török uralom idején kapta. A hagyomány szerint egykor egy aga élt itt. A térség 1528-ban került az Oszmán Birodalom fennhatósága alá, és az újonnan alapított Zmijanje náhije része lett. A török uralom idején a szerbeknek tilos volt istentiszteleti helyeket építeni, ezért az istentiszteletet a szabad ég alatt vagy egy eldugottabb helyen végezték. Később is csak fatemplomot építhettek. A mai Agino Selo-i Istenanya Lepele templom már az osztrák–magyar uralom alatt, 1886-ban ugyanott épült, ahol egykor a fatemplom állt.
A település 1878-ig tartozott az Oszmán Birodalomhoz, ekkor a berlini kongresszus határozata alapján az Osztrák-Magyar Monarchia része lett. 1879-ben az első osztrák-magyar népszámlálás során a Banja Luka-i járáshoz tartozó településnek 80 háztartása, 628 ortodox és 112 muszlim lakosa volt. 1910-ben a Banja Luka-i járáshoz tartozó Agići Srpski településen 100 háztartást és 700 ortodox lakost, Agići Turski településen 39 háztartást és 220 muszlim lakost találtak. A monarchia szétesésével 1918-ban előbb a Szerb-Horvát-Szlovén Királyság, majd 1929-től a Jugoszláv Királyság része. 1921-ben a községnek 155 háztartása és 853 lakosa volt. Az 1929-es törvény értelmében, amikor Bosznia-Hercegovinát négy banovinára, Drinskára, Vrbaskára, Zetskára és Primorskára osztották, ahol a település a Vrbaska banovina része lett, amelynek székhelye Banja Luka volt. Jugoszlávia megszállása után a Független Horvát Állam (NDH) része lett. A második világháború után a szocialista Jugoszláviához tartozott. A daytoni békeszerződést követő területfelosztásnál Banja Luka község részeként a Szerb Köztársaság területéhez került.

## Oktatás
A falu első iskolája 1950-ben nyílt meg Népi Általános Iskola néven. Tekintettel arra, hogy nem volt saját épülete, az órák egy bérelt helyiségben zajlottak. A szerény körülmények miatt a tanárok nem sokáig maradtak meg itt. A tanulókat hét-tizenkét éves korig járatták ide, többnyire fiúkat. A jelenlegi Agin Selo-i iskola, amely a helyiek önkéntes munkájával és az állam anyagi támogatásával épült, 1959-ben fogadta első diákjait. 1983-tól az Agin Selo-i iskola „Rade Vranješević” nevét viselte, ma a Krupa na Vrbasu-i „Vojislav Ilić” általános iskola területi iskolája.

## Nevezetességei
- A Boldogságos Szűz Mária Lepele templom a szerb ortodox egyház Banja Luka-i Eparchiájához tartozik. A templomot 1886-ban építették, és 2015-ben újították fel és szentelték fel. A bočaci plébániához tartozik.[8]
- Babin Greb – késő középkori temető maradványai 8 fennmaradt stećakkal, melyek közül kettőnek félhold és rozetta díszítése van.[9]